# Homoeoscelis longipes
Homoeoscelis longipes is een eenoogkreeftjessoort uit de familie van de Nicothoidae. De wetenschappelijke naam van de soort is voor het eerst geldig gepubliceerd in 1923 door Hansen.